# I segreti di Moana
I segreti di Moana è un film del 2009, diretto da Riccardo Schicchi e prodotto dalla sua casa di produzione Diva Futura.

## Trama
Il film parla della vita di Moana Pozzi raccontata da Riccardo Schicchi, che conobbe e portò alla fama nel cinema pornografico. La pellicola è uscita in due versioni, una hardcore e una softcore.

## Produzione
Il ruolo di Moana Pozzi è stato affidato Vittoria Risi, la quale appare assieme a molti nomi noti del porno italiano di quegli anni
Nella versione hardcore del film compaiono, fra gli altri, Fernando Vitale, ex tronista votato all'intrattenimento per adulti, e Maurizia Paradiso, nota al grande pubblico per le proprie provocazioni e per la partecipazione al programma di Piero Chiambretti.
La versione televisiva della vicenda Pozzi, invece, è stata prodotta da Sky Italia e vede la partecipazione di Violante Placido in qualità di protagonista.